# Gargara botelensis
Gargara botelensis är en insektsart som beskrevs av Matsumura 1938. Gargara botelensis ingår i släktet Gargara och familjen hornstritar. Inga underarter finns listade i Catalogue of Life.